# Cidinha Milan
Maria Aparecida Milan (São Paulo, 3 de janeiro de 1948 — São Paulo, 1 de junho de 2018), mais conhecida como Cidinha Milan foi uma atriz brasileira.

## Biografia
Começou a carreira no teatro em 1965 e na televisão e cinema em 1975, sendo que protagonizou o primeiro nu da televisão brasileira, na novela Gabriela, quando interpretava a personagem Chiquinha, que foi pega na cama com seu amante e, amedrontada, fugia pelada da cidade. Também atuou, com destaque, em Coração Alado, na minissérie Memórias de um Gigolô, na novela Tieta e no seriado Sandy & Junior, no papel da rígida e solitária professora Elvira.. Em 2006, participou da 13ª temporada de Malhação. Entre 2012 a 2018 fez parte das pegadinhas Os Velhinhos se Divertem, do Programa Silvio Santos.
Morreu vítima de câncer em 1 de junho de 2018, aos 70 anos.

## Filmografia

### Televisão
| Ano         | Título                   | Personagem                              | Notas                              |
| ----------- | ------------------------ | --------------------------------------- | ---------------------------------- |
| 1975        | Gabriela                 | Francisca Viana (Chiquinha)             |                                    |
| 1975        | Pecado Capital           | Maria de Lourdes                        |                                    |
| 1975        | Roque Santeiro           | João Ligeiro                            | (versão censurada)                 |
| 1977        | Sem Lenço, Sem Documento | Iara                                    |                                    |
| 1979        | Malu Mulher              | —                                       |                                    |
| 1979        | Plantão de Polícia       | Janete                                  | Episódio: Inimigo Público          |
| 1979        | Carga Pesada             | Dadá                                    |                                    |
| 1980        | Coração Alado            | Teresa Petrone (Teresinha)              |                                    |
| 1983        | Champagne                | Zenilda                                 |                                    |
| 1984        | Rabo-de-Saia             | Totéia                                  |                                    |
| 1984        | Corpo a Corpo            | Neide Aparecida da Silva Muniz          |                                    |
| 1986        | Memórias de um Gigolô    | Diva                                    |                                    |
| 1987        | Carmem                   | Pilar Pires de Albuquerque              |                                    |
| 1987        | Corpo Santo              |                                         |                                    |
| 1989        | Tieta                    | Cora Reis                               |                                    |
| 1991        | Felicidade               | Costureira do vestido de noiva de Selma |                                    |
| 1992        | As Noivas de Copacabana  | Maria                                   |                                    |
| 1992        | Você Decide              | —                                       | Episódio: Morte em Vida            |
| 1996        | Você Decide              | —                                       | Episódio: O Silêncio da Noite      |
| 1997        | Direito de Vencer        |                                         |                                    |
| 1998 - 2001 | Sandy & Junior           | Professora Elvira                       |                                    |
| 2006        | Malhação                 | Rosa                                    |                                    |
| 2010        | Uma Rosa com Amor (2010) | Genoveva                                |                                    |
| 2011        | Amor e Revolução         | Madame Lola Fagundes                    |                                    |
| 2012 - 2018 | Programa Silvio Santos   | Vários personagens                      | Quadro: "Os Velhinhos se Divertem" |
| 2014        | Pé na Cova               | Dona Samira Santino                     | Episódio: A Imagem Mais Bela       |
| 2015        | O Negócio                | Dona do Casarão                         |                                    |

### Cinema
| Ano  | Título                 | Papel      |
| ---- | ---------------------- | ---------- |
| 1975 | O Casamento            | Maria Inês |
| 1976 | Assuntina das Amérikas | Amiga      |
| 1983 | O Rei da Vela          |            |

## Teatro
- Aurora da Minha Vida (1982)
- Ópera do Malandro (1978)
- As Três Irmãs (1972)